# Arséniure (minéral)
Pour les articles homonymes, voir Arséniure (homonymie).
Cet article concerne les minéraux. Pour les composés chimiques, voir Arséniure.
Un arséniure est un minéral dont l'anion principal est l'ion arséniure As3−. Il existe aussi des arsénio-sulfures comprenant l'ion arséniure et l'ion sulfure S2−.
Les arséniures et arsénio-sulfures sont regroupés avec les sulfures dans la classification des minéraux (tant celle de Dana que celle de Strunz,).

## Exemples

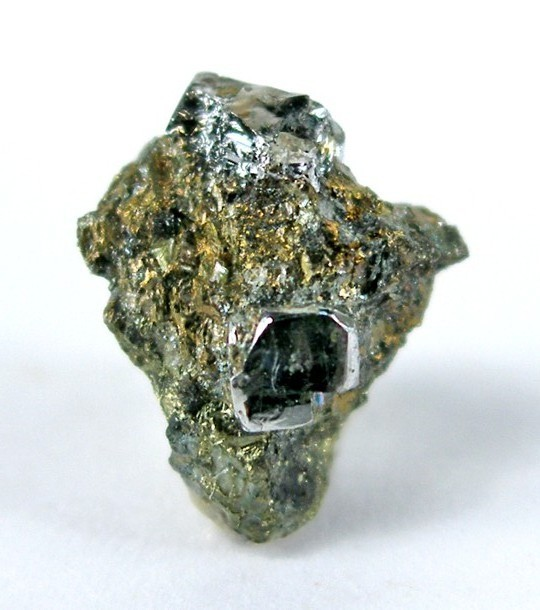
Échantillon de sperrylite.

### Arséniures
- Algodonite Cu6As
- Cherepanovite RhAs
- Domeykite Cu3As
- Langisite (Co,Ni)As
- Löllingite FeAs2
- Nickéline NiAs
- Rammelsbergite NiAs2
- Ruthénarsénite (Ru,Ni)As
- Safflorite (Co,Fe)As2
- Sperrylite PtAs2

Groupe de la skuttérudite
- Ferroskuttérudite (Fe,Co)As2-3
- Nickelskuttérudite NiAs2-3
- Skuttérudite (Co,Fe,Ni)As2-3
- Smaltite (Co,Fe,Ni)As2

### Arsénio-sulfures
- Arsénopyrite FeAsS